# Valcabado
Valcabado es un municipio y localidad española de la provincia de Zamora, en la comunidad autónoma de Castilla y León.

## Historia
La fundación de Valcabado se origina con la repoblación medieval fomentada por los reyes leoneses en las cercanías del río Duero, momento en el que la infanta Dª Sancha, hermana del rey Alfonso VII de León, realiza donaciones a favor de la Iglesia, como la entrega de una finca sita en Valcabado a la Catedral de Astorga en 1158, aunque siempre fue un lugar de realengo.
El Monasterio de San Miguel del Burgo de Zamora, con la intención de construir un nuevo monasterio en la capital, realizó en 1468 una permuta con el convento de los Jerónimos de Montamarta, que incluía una heredad de éstos en Valcabado.
En el siglo XVI Valcabado conoció la generosidad de su vecino Andrés Rabilero y su esposa cuando fundaron una Capellanía en 1544 y una Memoria para dotar a las doncellas sin recursos que desearan casarse. Aprovechando su cercanía a la ciudad, en el siglo XVIII varios Regidores Perpetuos de Zamora figuraban como propietarios de fincas rústicas en Valcabado, igual que el Cabildo de la Catedral y algunos conventos de la capital como San Benito, San Jerónimo o las monjas de la Concepción y de Santa Clara.
Ya en el siglo XIX, la división territorial de España en 1833 encuadró a Valcabado en la provincia de Zamora, dentro de la dentro de la Región Leonesa, la cual, como todas las regiones españolas de la época, carecía de competencias administrativas. Tras la constitución de 1978, este municipio pasó a formar parte en 1983 de la comunidad autónoma de Castilla y León, en tanto que pertenecían a la provincia de Zamora.

## Geografía humana

### Demografía
Cuenta con una población de 415 habitantes (INE 2024).
| Gráfica de evolución demográfica de Valcabado entre 1842 y 2021                                                       |
| |
| Población de derecho según los censos de población del INE. Población de hecho según los censos de población del INE. |

### Transportes
El término municipal se encuentra en el cruce de las principales vías de comunicación de la provincia al estar en el entorno de la carretera nacional N-630 que une Gijón con Sevilla así como a la autovía Ruta de la Plata, de igual recorrido que la anterior y que constituye el principal eje de transportes del oeste del país. A través de una carretera local y a menos de un kilómetro en dirección oeste la N-630 enlaza con la autovía del Duero que una vez finalizada constituirá un importante eje transversal este-oeste en la península ibérica. 
En cuanto al transporte público se refiere, tras el cierre del Ferrocarril Ruta de la Plata, que pasaba por el término de Roales y tenía parada en el mismo, no existen servicios de tren en el municipio, siendo las estaciones más cercanas las de Zamora capital. Existe un servicio de autobús regular que une Roales con Zamora y es posible también la contratación del servicio a demanda. Por otro lado el aeropuerto de Salamanca es el más cercano, estando a unos 100 km de distancia.

## Patrimonio
- La iglesia de Santa María de la Asunción ha sufrido varias reformas que han transformado profundamente su primitiva fábrica románica, de la que sólo se conserva su antigua espadaña, levantada en el hastial del poniente en sillería, que rasga dos arcos de medio punto. Su retablo mayor, de factura moderna, contiene la imagen barroca Virgen sentada con el Niño y las esculturas de San Blas y Santa Ana. Al lado del Evangelio recibe culto un Crucifijo de la primera mitad del siglo XIII, pero ya de estilo gótico.

## Fiestas
Se venera a Nuestra Señora de la Asunción (15 de agosto). Asimismo, se festeja a San Blas (3 de febrero) y a Santa Águeda (5 y 6 de febrero), el primer día tras la misa y el nombramiento de la mayordoma, las damas salen a la calle a solicitar “la miaja”, ataviadas con trajes típicos. También se festejan San Marcos (25 de abril), San Isidro (15 de mayo), la Virgen del Rosario (primera de semana de octubre) y en la noche de San Juan (24 de junio) arden las típicas hogueras, preparadas por los jóvenes del pueblo.